# Gueberschwihr
Gueberschwihr  es una localidad y comuna francesa, situada en el departamento de Alto Rin, en la región  de Alsacia.
Sus habitantes reciben en idioma francés el gentílico de Gueberschwihrois y Gueberschwihroises.

## Demografía
| 796 | 840 | 779 | 727 | 703 | 816 |
| Para los censos de 1962 a 1999 la población legal corresponde a la población sin duplicidades (Fuente: INSEE [Consultar]) |     |     |     |     |     |